# Pipek János
Pipek János (Budapest, 1954. március 11. – Budapest, 2021. január 5.) magyar elméleti fizikus, kvantumkémikus, a Budapesti Műszaki és Gazdaságtudományi Egyetem címzetes egyetemi tanára.
1977-ben szerzett egyetemi diplomát az Eötvös Loránd Tudományegyetem fizikus szakán. 1978 és 1987 között a BME Fizikai Intézet Kvantumelméleti Csoportjának tudományos segédmunkatársa volt, 1981-ben az  Eötvös Loránd Tudományegyetemen  egyetemi doktori címet szerzett atomfizika tudományágban.
1982-83-ban az Universität Erlangen-Nürnberg Elméleti Kémia Tanszékén folytatott kutatásokat, majd 1987–88-ban posztdoktori ösztöndíjjal a kanadai University of Saskatchewan Kémiai Intézetében tevékenykedett. 1988 és 1992 között a BME Fizikai Intézet Kvantumelméleti Csoportjának tudományos munkatársa, majd 1994-ig tudományos főmunkatársa volt. 1994-től az Elméleti Fizika Tanszék docenseként dolgozott.
Fő kutatási területe a kvantumkémia és kvantuminformáció-elmélet volt. Legismertebb munkájában, a molekulapályák hatékony lokalizációs eljárását dolgozta ki. A Google Tudós szerint több mint 3000 hivatkozása van.
1992-től a Magyar Tudományos Akadémia köztestületi tagja, 1992-ben a Nemzetközi Elméleti Kémiai-Fizika Társaság Magyarországi Tagozatának alapítója és 2003-ig hazai képviselője volt. 1994 és 1997 között, illetve 2000 és 2011 között az MTA Atom-, Molekulafizikai és Spektroszkópiai Tudományos Bizottság tagja volt.
A mérnök-fizikus, majd a fizika BSc-képzésnek oktatójaként az alapkurzusok oktatása mellett több választható kurzust dolgozott ki. A BME TTK más karokon zajló oktatásában is fontos feladatokat vállalt, az idegen nyelvi képzés oktatójaként kétszer elnyerte a „Teacher of the year” címet.
1998 és 2011 között a BME Természettudományi Kar oktatási dékánhelyettese, majd 2011 és 2018 között, két cikluson át dékánja volt. Dékáni működése idején a Szenátus előbb tanácskozási, majd szavazati jogú tagjaként tevékenykedett.

## Kitüntetései
- Acta Physica Hungarica nívódíj (1979)
- Széchenyi Professzori Ösztöndíj (2000–2004, oktatási miniszter)
- Magyar Felsőoktatásért Emlékplakett (2001, oktatási miniszter)
- József Nádor-emlékérem (2020)